# Trčanje
Trčanje je način kretanja koji omogućava ljudima i životinjama da brzo hodaju. Trčanje je tip hoda koji je karakterističan po zračnoj fazi u kojoj su sva stopala iznad zemlje (iako postoje izuzeci). To je u kontrastu s pješačenjem, gdje je jedna noga uvijek u kontaktu sa zemljom, noge se uglavnom drže ispravljeno i središte gravitacije prenosi se s jedne noge na drugu, u maniri inverznoga klatna.
Karakteristično svojstvo tijela koje trči s gledišta mehanike opruge i mase je, da do promjena kinetičke i potencijalne energije u okviru koraka dolazi simultano, pri čemu se skladištenje energije ostvaruje putem elastičnih tetiva i mišića. Pojam trčanje može se odnositi na bilo koji opseg brzina od jogginga do sprinta.
Pretpostavlja se, da su preci ljudske vrste razvili sposobnost trčanja na duge pruge prije oko 2,6 milijuna godina, vjerojatno da bi mogli loviti životinje. Natjecateljsko trčanje razvilo se iz religioznih festivala u raznim područjima. Zapisi o natjecateljskom trčanju datiraju još iz vremena Tajlteanskih igara u Irskoj iz 1829. pr. Kr., dok su se prve zapisane Olimpijske igre odvile 776. pr. Kr. Trčanje se opisuje kao najdostupniji sport na svijetu. Skijaško trčanje  je popularna disciplina nordijskog skijanja. Radi o tehnici skijanja koja se koristi uglavnom na ravnijim površinama prekrivenim snijegom. Cross trčanje jedna je od trkačkih disciplina atletike. To je trčanje preko neravnog terena, koji nije posebno pripremljen za trčanje.
Iako postoji mogućnost ozljeda tijekom trčanja (baš kao u svakom sportu), postoje mnoge prednosti. Neke od tih prednosti uključuju potencijalni gubitak težine, poboljšanje kardiovaskularnog i respiratornog zdravlja (smanjenje rizika od kardiovaskularnih i respiratornih bolesti), poboljšanu kardiovaskularnu kondiciju, smanjenje ukupnog kolesterola u krvi, jačanje kostiju (i potencijalno povećanu gustoću kostiju), moguće jačanje imunološkog sustava i poboljšano samopoštovanje i emocionalno stanje. Trčanje, kao i svi oblici redovite tjelovježbe, može učinkovito usporiti ili preokrenuti učinke starenja. Čak i ljudi koji su već doživjeli srčani udar imaju 20% manje šanse za razvoj ozbiljnih srčanih problema ako se više bave trčanjem ili bilo kojom vrstom aerobne aktivnosti.

## Zanimljivosti
"Čovjek protiv konja" maraton održava se od 1980. Samo u dva izdanja do 2021. je trkač uspio pobijediti konja.
Utrka s vlakom Puffing Billy održava se u Australiji i trkač mora imati tempo od barem 4 minute i 15 sekundi po kilometru da bi ga pobijedio.
Streak Runners International, postoji od 2012., je organizacija koja prati trkačke nizove. Potrebno je otrčati barem 1 milju u danu da bi se niz nastavio (i započeo). Za ulazak na listu potreban je niz od barem 365 dana. Za Hrvate na kraju 2024., najdulji niz muškarca je 7 godina, a žene nisu još postavile niz.

## Vanjske poveznice
- Race Mango, kalendar utrka
- Racebase.hr, kalendar utrka